# 원주시의 향토문화유산
원주시의 향토문화유산은 다음 각 호의 어느 하나에 해당하는 것을 말한다.
1. 「문화재보호법」, 「강원도 문화재 보호 조례」에 따라 문화재로 지정되지 아니한 것으로 향토의 역사 또는 예술상 가치가 큰 것과 이에 준하는 고고자료
2. 향후 문화재로서 보존가치가 있는 것으로 기대되는 유적
3. 그 밖에 향토문화, 토속, 풍속을 연구하는데 필요한 자료 등

## 지정 목록
| 번호     | 그림 | 명칭                          | 소재지                                       | 소유자 (관리자)        | 지정·해제일자         | 비고 |
| -------- | ---- | ----------------------------- | -------------------------------------------- | ---------------------- | --------------------- | ---- |
| 2008-1호 |      | 경순왕 경천묘 (敬順王 敬天廟) | 원주시 귀래면 미륵산길 200                   | 원주시                 | 2008년 4월 23일 지정  |      |
| 2008-2호 |      | 창의사                        | 원주시 행구동 344번지                        | 원주시                 | 2008년 4월 23일 지정  |      |
| 2009-1호 |      | 원주 충렬사                   | 원주시 행구동 402-3번지                      | 원주시                 | 2009년 4월 30일 지정  |      |
| 2009-2호 |      | 원호 묘역                     | 원주시 판부면 서곡리 72번지                  | 원주시                 | 2009년 4월 30일 지정  |      |
| 2009-3호 |      | 충효사 (忠孝祠)               | 원주시 문막읍 반계리 70-1번지(골무내기 마을) | 황길환                 | 2009년 11월 11일 지정 |      |
| 2012-1호 |      | 김제갑 충렬비 (金悌甲 忠烈碑) | 원주시 행구동 402-3 충렬사 경내              | 원주시장               | 2012년 4월 26일 지정  |      |
| 2015-1호 |      | 원주어리랑 종목               | 원주시 치악로 1774 (개운동)                  | 남강연                 | 2015년 7월 1일 지정   |      |
| 2016-1호 |      | 정언황 묘역                   | 원주시 부론면 법천1리 골말                   | 나주정씨 사성공파 종중 | 2016년 11월 5일 지정  |      |
| 2016-2호 |      | 이희 묘역                     | 원주시 지정면 간현2리 능골                   | 한산이씨 종중          | 2016년 11월 5일 지정  |      |
| 2016-3호 |      | 원주어리랑보존회(보유단체)    | 원주시 개운동 397-3                          | 원주어리랑보존회       | 2016년 11월 5일 지정  |      |
| 2019-1호 |      | 원주어리랑 예능보유자 남강연  | 원주시 치악로 1777                           |                        | 2019년 12월 2일 지정  |      |

## 참고 문헌
- 원주시 홈페이지 - 고시